# Creo
Creo è una famiglia di prodotti software CAD dedicati alla progettazione meccanica sviluppati da PTC e messa in commercio nel 2011.
La denominazione Creo raggruppa una serie di software indipendenti dedicati a varie fasi ed esigenze del processo di sviluppo del prodotto, dalla progettazione alla comunicazione. La gamma di programmi base non copre l'analisi fluidodinamica e non comprende un PDM per gruppi di lavoro.
Applicazione fondamentale di Creo è Creo Parametric, dedicato alla modellazione parametrica. Si hanno poi applicazioni per il disegno 2d, modellazione 3d semplificata, analisi strutturale e termica, stesura documentazione, creazione schemi elettrici, migrazione da bidimensionale a 3d, creazione immagini e schizzi.

## Storia

### Pro/ENGINEER (1987-2011)
Pro/ENGINEER (comunemente noto come Pro/E o ProE) è un modellatore CAD tridimensionale parametrico creato dalla Parametric Technology Corporation (PTC). Utilizza un approccio basato su feature ed è un sistema orientato alla meccanica. I suoi concorrenti diretti sono SIEMENS-NX e CATIA, mentre in certi ambiti anche sistemi a minore scalabilità quali SolidWorks, Inventor o Solid Edge possono costituire un'alternativa.
Funziona sotto diversi dialetti UNIX e Windows ed offre funzionalità di modellazione di parti solida e ibrida, modellazione di assiemi e realizzazione di disegni tecnici per l'ingegneria meccanica.

#### Panoramica
Pro/ENGINEER è un sistema CAD/CAM/CAE integrato volto all'ingegneria meccanica e quindi si tratta di una suite di prodotti. Molto più comunemente, però, con questo nome si intende riferirsi al nucleo centrale, ovvero il modellatore solido creato dal Dott. Samuel P. Geisberg nella metà degli anni 80. Viene distribuita la prima versione nel 1987. Esso ha costituito un importante impulso nella storia dei sistemi CAD, avendo introdotto il concetto di Parametric, Feature-based Solid Modeling ovvero modellazione solida parametrica basata su feature; nel panorama odierno dei sistemi MCAD, pressoché tutti i software hanno adottato questo paradigma sebbene sussistano delle differenze verso l'approccio alla parametricità del modello, alla gestione degli eventi ed alle tecnologie matematiche ed informatiche per realizzarli.
L'output del programma consiste in un file che descrive un modello solido che può essere comunemente usato per realizzare la messa in tavola dello stesso oppure, disponendo degli opportuni moduli, si possono effettuare percorsi utensile, analisi agli elementi finiti, analisi del riempimento di stampi a iniezione, reverse engineering, ecc.
Diversi modelli solidi possono essere assemblati tramite vincoli geometrici o cinematici per formare un complessivo. Anche questo può essere oggetto di studi come una simulazione cinetodinamica oppure se ne può semplicemente realizzare la messa in tavola.

#### Occupazione su disco, modularità, licenze
Una tipica installazione di Pro/Engineer è composta dal sistema ed eventualmente dalla documentazione. Infatti quest'ultima, al fine di snellire le procedure di manutenzione e aggiornamento, può essere centralizzata.
L'occupazione del programma su disco non dipende da quali moduli sono stati acquistati: il sistema viene installato per intero. Sarà il file di licenza o il server di licenze a sbloccare i moduli che sono stati acquistati per quella postazione o, in caso di server, disponibili per l'intera azienda.

#### Moduli
Ogni modulo serve a scopi differenti, per esempio Pro/CABLING e Pro/HARNESS-MFG sono usati per la progettazione e l'industrializzazione di cablaggi (per esempio nell'industria automobilistica). Le superfici di forma libera invece sono realizzate tramite il pacchetto ISDX.
Di seguito una lista dei moduli di Pro Engineer. Di solito i nomi indicano esplicitamente il campo di applicazione.

##### Modulo base
Pro|ENGINEER Foundation XE
- Pro/ENGINEER
- Pro/DETAIL
- Pro/ECAD
- Pro/FEATURE
- Pro/INTERFACE II Bundle:
  - Pro/INTERFACE for CATIA
  - Pro/CDT
  - Pro/INTERFACE
  - Pro/DATA for PDGS
  - Pro/LEGACY
  - INTERFACE for STEP
  - Pro/INTERFACE for CADDS 5
- Pro/LIBRARYACCESS
- Pro/PHOTORENDER
- Pro/PLOT
- Pro/REPORT
- Pro/SHEETMETAL-DESIGN
- Pro/WEB PUBLISH
- Pro/WELDING
- Pro/BATCH
- Pro/PROGRAM
- Mechanism Design Extension (MDX)
- ModelCHECK
- Assembly Performance (APX)
- Design Animation (DAO)
- Real-Time Photorendering
- Import Data Repair (IDDO)
- Warp surface
- Pro/SURFACE
- Web connectivity
- AutoBuildZ
- Manikin Lite
- CAM Lite
- Mechanica Lite
- Freestyle (nella versione Creo Parametric, dopo Pro|ENGINEER Wildfire 5)

##### Moduli avanzati
Prodotti 2D CAD
- Pro/ENGINEER Routed Systems Designer

Prodotti Design
- Pro/ENGINEER Advanced Assembly Extension
- Pro/ENGINEER Interactive Surface Design Extension
- Pro/ENGINEER Advanced Rendering Extension
- Pro/ENGINEER Expert Framework Extension
- Pro/ENGINEER Manikin Extension
- Pro/ENGINEER Piping and Cabling Extension
- Pro/ENGINEER ECAD-MCAD Collaboration Extension
- Pro/ENGINEER Rights Management Extension
- Pro/CONCEPT
- Pro/ENGINEER Reverse Engineering Extension
- Pro/ENGINEER Tolerance Analysis Extension

Prodotti Simulation/Analysis
- Pro/ENGINEER Mechanica
- Pro/ENGINEER Advanced Mechanica
- Pro/ENGINEER Behavioral Modeling Extension
- Pro/ENGINEER Mechanism Dynamics
- Pro/ENGINEER Fatigue Advisor
- Pro/ENGINEER Manikin Analysis Extension

Prodotti Production
- Pro/ENGINEER Complete Mold Design Extension
  - Pro/ENGINEER Expert Moldbase Extension
  - Pro/ENGINEER Tool Design
- Pro/ENGINEER Plastic Advisor Extension
- Pro/ENGINEER Progressive Die Extension

Prodotti Machining
- Pro/ENGINEER Computer-Aided Verification
- Pro/ENGINEER NC Sheetmetal
- Pro/ENGINEER Prismatic and Multi-surface Milling
- Pro/ENGINEER Production Machining
- Pro/ENGINEER Complete Machining
- Pro/TOOLMAKER

Prodotti Customization
- GRANITE Modeling and Interoperability Kernel For CAD/CAM/CAE Applications
- Pro/TOOLKIT Customization API

Prodotti Data Exchange
- Pro/ENGINEER Interface for CATIA II with ATB
- Pro/ENGINEER Interface for Unigraphics with ATB
- Pro/ENGINEER Interface for I-deas
- Pro/ENGINEER Interface for JT
- Pro/ENGINEER Distributed Pro/BATCH

Prodotti Distributed Collaboration
- eDrawings for Pro/ENGINEER

### Creo (dal 2011)
Dal 2011 la PTC ha modificato alcune caratteristiche dell'ultima release ufficiale di Pro/ENGINEER, Wildfire 5, cambiandone il nome in Creo Elements/Pro. L'operazione è stata in seguito ampliata con il lancio di una nuova tecnologia CAD/CAE/CAM ibrida in grado di produrre e gestire nello stesso ambiente grafico oggetti 2D, 3D non parametrici e 3D parametrici. La nuova tecnologia, denominata Creo, risulta essere un sistema CAD/CAE/CAM che, basato sulle features e sul kernel di Pro/ENGINEER, ingloba anche funzionalità e metodi CAD non parametrici della linea CAD CoCreate OneSpace Designer con l'applicazione Creo Direct.

## Prodotti
Il pacchetto Creo è composto dai seguenti software
- Creo Parametric - software CAD per la modellazione solida parametrica.
- Creo Direct - software CAD per la modellazione solida e il disegno 2D.
- Creo Simulate - software FEM per la verifica strutturale e termica
- Creo Illustrate - software per la stesura di documentazione, manuali, distinte base
- Creo Schematics - software per la creazione di schemi di sistemi meccanici ed elettrici
- Creo View MCAD - software per la comunicazione dati meccanici
- Creo View ECAD - software per la comunicazione dati elettronici
- Creo Sketch - software grafico per la creazione di schizzi a mano libera
- Creo Layout - software per semplificazioni del progetto miste 2/3D
- Creo Options Modeler - software per la personalizzazione di famiglie di prodotti

## Cronologia delle versioni
La prima versione del programma risale al 1987.
Nel 2002, venne pubblicata una versione dal nome di Wildfire che cambiò l'interfaccia grafica molto più profondamente rispetto ai precedenti aggiornamenti. Questo era stato un tema ricorrente a partire dalla versione 20 nella quale erano timidamente comparse alcune icone e menu a tendina affiancati dalla solita barra dei menu testuali annidati la quale aveva sempre caratterizzato ProE fin dall'inizio. La reazione fra gli utenti a proposito di questi cambiamenti fu variegata. Alcuni sostennero che gli aggiornamenti avevano reso il programma più semplice da utilizzare e più efficiente mentre altri si lamentavano del fatto che il dover imparare nuovamente alcune operazioni di base così come il nuovo assetto dell'interfaccia avevano dispersioni di tempo maggiori dei benefici. I cambiamenti di maggiore impatto riguardarono i meccanismi di preselezione (fino a quel momento assenti) e la nuova console all'interno delle singole feature, pensata per dare ad ogni operazione un approccio guidato per passi successivi.
- Pro/ENGINEER 1 - 1987 (Autofact 1987 premier)
- Pro/ENGINEER 1 - 19 (dal 1988 al 1997)
- Pro/ENGINEER 8.0 - 1991
- Pro/ENGINEER 9.0 - 1992
- Pro/ENGINEER 10.0 - 1993
- Pro/ENGINEER 11.0 - 1993
- Pro/ENGINEER 12.0 - 1993
- Pro/ENGINEER 13.0 - 1994
- Pro/ENGINEER 14.0 - 1994
- Pro/ENGINEER 15.0 - 1995
- Pro/ENGINEER 16.0 - 1996
- Pro/ENGINEER 17.0 - 1997
- Pro/ENGINEER 18.0 - 1997
- Pro/ENGINEER 19.0 - 1998
- Pro/ENGINEER 20.0 - 1998
- Pro/ENGINEER 2000i - 1999
- Pro/ENGINEER 2000i2
- Pro/ENGINEER 2001
- Pro/ENGINEER Wildfire 1.0 - 2003
- Pro/ENGINEER Wildfire 2.0 - 2004
- Pro/ENGINEER Wildfire 3.0 - 2006
- Pro/ENGINEER Wildfire 4.0 - 2008
- Pro/ENGINEER Wildfire 5.0 - 2009

Con Creo PTC manda in pensione la storica denominazione Pro/ENGINEER che con la nuova release cambia in Creo Parametric.
- 2010 Creo Elements/Pro
- 2011 Creo Parametric 1.0
- 2012 Creo Parametric 2.0
- 2014 Creo Parametric 3.0
- 2016 Creo Parametric 4.0
- 2018 Creo Parametric 5.0
- 2019 Creo Parametric 6.0
- 2020 Creo Parametric 7.0
- 2021 Creo Parametric 8.0
- 2022 Creo Parametric 9.0
- 2023 Creo Parametric 10.0
- 2024 Creo Parametric 11.0 (12.0 per la versione SAAS che prende il nome di Creo+)